# Arquidiocese de Mariana

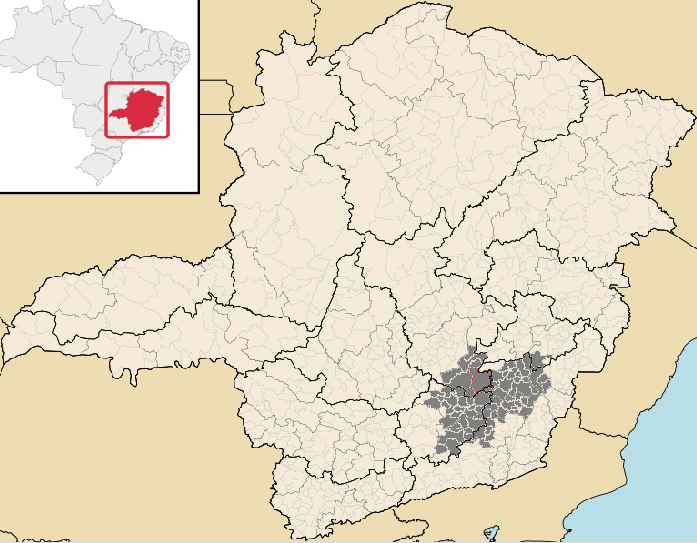
Mapa da Arquidiocese de Mariana.

A Arquidiocese de Mariana (em latim: Archidiœcesis Marianensis) é uma circunscrição eclesiástica da Igreja Católica no Brasil. É a sé metropolitana da província eclesiástica de Mariana. Pertence ao Conselho Episcopal Regional Leste II da Conferência Nacional dos Bispos do Brasil. A sé arquiepiscopal está na Catedral Basílica de Nossa Senhora da Assunção, na cidade de Mariana, no Estado de Minas Gerais.

## Histórico
A Diocese de Mariana foi ereta pelo Papa Bento XIV, no dia 6 de dezembro de 1745, por meio da bula Candor lucis æternæ, a partir de território desmembrado da então Diocese de São Sebastião do Rio de Janeiro, sendo nomeado primeiro bispo Dom Frei Manuel da Cruz. A mesma bula criou a então Diocese de São Paulo (atualmente Arquidiocese de São Paulo), na Capitania de São Paulo. No dia 16 de julho de 1897, um decreto pontifício transferiu para a Diocese de Mariana os municípios de Minas Gerais então subordinados à Arquidiocese de São Sebastião do Rio de Janeiro.
Em 11 de julho de 1903, presidido por Dom Silvério Gomes Pimenta, foi realizado o Primeiro Sínodo da Diocese de Mariana, e no dia 1º de maio de 1906, o Papa Pio X, por meio da bula Sempiternam humani generis, elevou a diocese à categoria de arquidiocese e sé metropolitana.
A Diocese de Mariana abrangia um território inicialmente bastante extenso, o qual foi desmembrado sucessivamente para constituir outras dioceses em Minas Gerais: Diamantina (1854), Pouso Alegre (1900), Caratinga (1915), Luz (1918), Belo Horizonte (1921), Juiz de Fora (1924), Leopoldina (1942), São João del-Rei (1960) e Itabira-Fabriciano (1965).
Ao longo de sua história, a arquidiocese de Mariana foi confiada ao cuidado pastoral de quinze prelados, sendo nove bispos e seis arcebispos. Desses, sete pertenciam a ordens ou congregações religiosas, entre elas, cistercienses, dominicanos, franciscanos, lazaristas, salesianos e jesuítas enquanto os outros seis provinham do clero secular. A sucessão episcopal revela também a variedade de origens: os sete primeiros bispos eram portugueses; posteriormente, a liderança passou a incluir dois mineiros oriundos do próprio clero marianense (Dom Silvério e Dom Oscar), dois capixabas (Dom Helvécio e Dom Geraldo) e dois cariocas (Dom Benevides e Dom Luciano).

## Demografia e paróquias
Em 2004, a arquidiocese contava com uma população aproximada de 1.099.136 habitantes, com 84,1% de católicos.
O território da diocese é de 22.680 km², organizado em 132 paróquias.
As paróquias estão distribuídas em 79 municípios, distribuídos em quatro regiões geográficas intermediárias.

### Região Geográfica Intermediária de Belo Horizonte
Cinco municípios em uma região geográfica imediata da Região Geográfica Intermediária de Belo Horizonte.

#### Região Geográfica Imediata de Santa Bárbara-Ouro Preto
Cinco municípios na Região Geográfica Imediata de Santa Bárbara-Ouro Preto.
- Barão de Cocais
- Ouro Preto
- Santa Bárbara
- Mariana
- Itabirito

### Região Geográfica Intermediária de Ipatinga
Um município em uma região geográfica imediata da Região Geográfica Intermediária de Ipatinga.

#### Região Geográfica Imediata de Caratinga
Um município na Região Geográfica Imediata de Caratinga.
- Raul Soares

### Região Geográfica Intermediária de Barbacena
Vine e oito municípios em duas regiões geográficas imediatas da Região Geográfica Intermediária de Barbacena.

#### Região Geográfica Imediata de Barbacena
Dez municípios na Região Geográfica Imediata de Barbacena.
- Alfredo Vasconcelos
- Alto Rio Doce
- Antônio Carlos
- Barbacena
- Cipotânea
- Desterro do Melo
- Ibertioga
- Ressaquinha
- Santa Bárbara do Tugúrio
- Senhora dos Remédios

#### Região Geográfica Imediata de Conselheiro Lafaiete
Dezoito municípios na Região Geográfica Imediata de Conselheiro Lafaiete.
- Capela Nova
- Caranaíba
- Carandaí
- Catas Altas da Noruega
- Congonhas
- Conselheiro Lafaiete
- Cristiano Otoni
- Entre Rios de Minas
- Itaverava
- Jeceaba
- Lamim
- Ouro Branco
- Piranga
- Queluzito
- Rio Espera
- Santana dos Montes
- São Brás do Suaçuí
- Senhora de Oliveira

### Região Geográfica Intermediária de Juiz de Fora
Quarenta e cinco municípios em seis regiões geográficas imediatas da Região Geográfica Intermediária de Juiz de Fora.

#### Região Geográfica Imediata de Juiz de Fora
Dois municípios na Região Geográfica Imediata de Juiz de Fora.
- Oliveira Fortes
- Paiva

#### Região Geográfica Imediata de Manhuaçu
Dois municípios na Região Geográfica Imediata de Manhuaçu.
- Matipó
- Santa Margarida

#### Região Geográfica Imediata de Carangola
Um município na Região Geográfica Imediata de Carangola.
- Pedra Bonita

#### Região Geográfica Imediata de Ubá
Sete municípios na Região Geográfica Imediata de Ubá.
- Divinésia
- Dores do Turvo
- Mercês
- Rio Pomba
- Senador Firmino
- Silveirânia
- Tabuleiro

#### Região Geográfica Imediata de Viçosa
Dezesseis municípios na Região Geográfica Imediata de Viçosa.
- Abre-Campo
- Araponga
- Barra Longa
- Brás Pires
- Cajuri
- Canaã
- Catas Altas
- Coimbra
- Ervália
- Paula Cândido
- Pedra do Anta
- Porto Firme
- Presidente Bernardes
- São Miguel do Anta
- Teixeiras
- Viçosa

#### Região Geográfica Imediata de Ponte Nova
Dezessete municípios na Região Geográfica Imediata de Ponte Nova.
- Acaiaca
- Amparo da Serra
- Diogo de Vasconcelos
- Dom Silvério
- Guaraciaba
- Jequeri
- Oratórios
- Piedade de Ponte Nova
- Ponte Nova
- Rio Casca
- Rio Doce
- Santa Cruz do Escalvado
- Santo Antônio do Grama
- São Pedro dos Ferros
- Sem-Peixe
- Sericita
- Urucânia

## Bispos e arcebispos
Ao longo de sua história, a Arquidiocese de Mariana já teve, com o atual, seis arcebispos e nove bispos, além de dois bispos auxiliares e um bispo eleito, mas não ordenado.
| #                   | Nome                                    | Período      | Notas                                                |
| Arcebispos          | Arcebispos                              | Arcebispos   | Arcebispos                                           |
| ------------------- | --------------------------------------- | ------------ | ---------------------------------------------------- |
| 6º                  | Airton José dos Santos                  | 2018 - atual |                                                      |
| 5º                  | Geraldo Lyrio Rocha                     | 2007 - 2018  | Renunciou por limite de idade                        |
| 4º                  | Luciano Pedro Mendes de Almeida, S.J.   | 1988 - 2006  |                                                      |
| 3º                  | Oscar de Oliveira                       | 1960 - 1988  | Renunciou por limite de idade                        |
| 2º                  | Helvécio Gomes de Oliveira, S.D.B.      | 1922 - 1960  |                                                      |
| 1º                  | Silvério Gomes Pimenta                  | 1906 - 1922  |                                                      |
| Arcebispo-coadjutor |                                         |              |                                                      |
|                     | Helvécio Gomes de Oliveira, S.D.B.      | 1922 -       |                                                      |
|                     | Oscar de Oliveira                       | 1959 - 1960  |                                                      |
| Bispos              |                                         |              |                                                      |
| 9º                  | Silvério Gomes Pimenta                  | 1896 - 1922  |                                                      |
| 8º                  | Antônio Maria Correia de Sá e Benevides | 1877 - 1896  |                                                      |
| 7º                  | Antônio Ferreira Viçoso, C.M.           | 1844 - 1875  | Sua causa de beatificação está em Roma               |
|                     | Carlos Pereira Freire de Moura          |              | Bispo eleito em 1840, mas faleceu antes da ordenação |
| 6º                  | José da Santíssima Trindade, O.F.M.     | 1819 - 1835  |                                                      |
| 5º                  | Cipriano de São José, O.F.M.            | 1797 - 1817  |                                                      |
| 4º                  | Domingos da Encarnação Pontevel, O.P.   | 1778 - 1793  |                                                      |
| 3º                  | Bartolomeu Manuel Mendes dos Reis       | 1772 - 1777  | Renunciou                                            |
| 2º                  | Joaquim Borges de Figueiroa             | 1771 - 1772  | Nomeado Arcebispo de Salvador                        |
| 1º                  | Manuel da Cruz Nogueira, O.Cist.        | 1745 - 1764  |                                                      |
| Bispos-auxiliar     |                                         |              |                                                      |
|                     | Daniel Tavares Baeta Neves              | 1947 - 1958  | Nomeado Bispo de Januária                            |
|                     | Antônio Augusto de Assis                | 1918 - 1931  | Nomeado Bispo de Jaboticabal                         |
|                     | Modesto Augusto Vieira                  | 1914 - 1916  |                                                      |
|                     | Silvério Gomes Pimenta                  | 1890 - 1896  | Elevado a Bispo                                      |